# The Lonely Hearts Club Tour

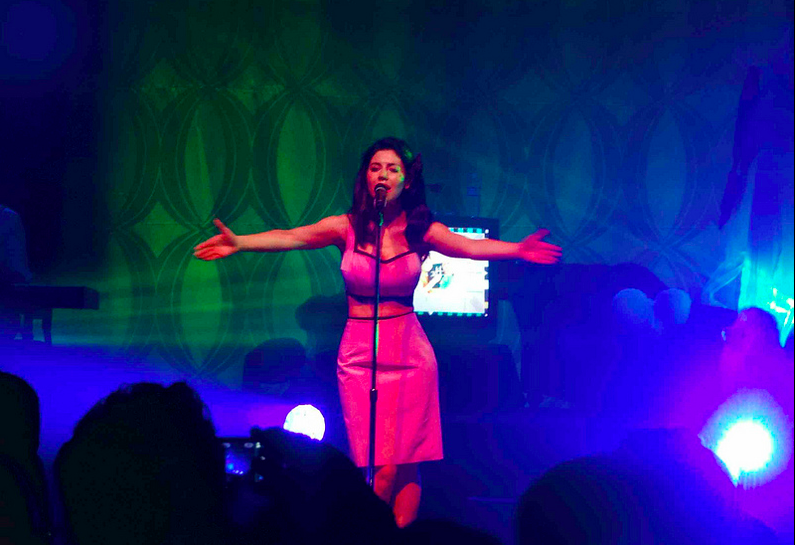
Marina and the Diamonds performando em São Francisco, Califórnia, em sua turnê The Lonely Hearts Club Tour.￼

The Lonely Hearts Club Tour é a segunda turnê musical da cantora e compositora galesa Marina and the Diamonds como a atração principal. As datas das apresentações no Reino Unido foram anunciadas no dia 14 de fevereiro de 2012 (dia em que é comemorado o Dia dos Namorados em boa parte do mundo), enquanto as datas das apresentações nos Estados Unidos foram divulgadas no dia 2 de abril do mesmo ano. Em 30 de abril de 2012 foi anunciado que o segmento britânico da turnê foi remarcado para 18 de Junho por problemas vocais.
Parte da The Lonely Hearts Club Tour serviu como show de abertura para a tour do Coldplay, Mylo Xyloto Tour.
Em 10 de julho de 2012, Marina anunciou em seu site novas datas para o Reino Unido, começando dia 30 de Setembro e terminando em 17 de Outubro em Dublin, Irlanda.
Marina disse no Twitter que a segunda parte europeia da tour teria "um pouco do divórcio da Electra (um de seus arquétipos)", e as cores serão "preto-chiclete e rosa bebê". Na Polônia, Marina disse que está "ensaiando algumas novas canções para a The Lonely Hearts Club Tour".

## Repertório
- 1. Homewrecker
- 2. Oh No!
- 3. Mowgli's Road
- 4. Lies
- 5. I Am Not A Robot
- 6. The State Of Dreaming
- 7. Power & Control
- 8. Bubblegum Bitch
- 9. Starring Role
- 10. Obsessions
- 11. Living Dead
- 12. Primadonna
- 13. How to Be a Heartbreaker
- 14. Shampain
- 15. Radioactive (versão estendida)

Encore
- 16. Teen Idle
- 17. Fear and Loathing
- 18. Hollywood(versão do single)

- 1. Homewrecker
- 2. Oh No!
- 3. Mowgli's Road
- 4. Lies
- 5. I Am Not A Robot
- 6. The State Of Dreaming
- 7. Power & Control
- 8. Bubblegum Bitch
- 9. Starring Role
- 10. Obsessions
- 11. Hypocrates
- 12. Primadonna
- 13. Shampain
- 14. Hollywood (versão single)
- 15. Radioactive

Encore
- 16. Teen Idle
- 17. Fear and Loathing
- 18. How to Be a Heartbreaker

- 1. Starring Role
- 2. Hypocrates
- 3. I Am Not A Robot
- 4. Mowgli's Road
- 5. Obsessions
- 6. Bubblegum Bitch
- 7. Hollywood
- 8. Radioactive
- 9. Homewrecker
- 10. Primadonna
- 11. How to Be a Heartbreaker (Performada apenas em alguns shows)

- 1. Lonely Hearts Club
- 2. Homewrecker
- 3. Oh No!
- 4. Mowgli's Road
- 5. Lies
- 6. I Am Not A Robot
- 7. The State Of Dreaming
- 8. Power & Control
- 9. Bubblegum Bitch
- 10. Starring Role
- 11. Obsessions
- 12. Valley Of The Dolls
- 13. Primadonna
- 14. Shampain
- 15. Hollywood (versão single)
- 16. Radioactive
- 17. Fear and Loathing

Encore
- 18. Teen Idle
- 19. How to Be a Heartbreaker

## Atos
- Meredith Sheldon 1ª parte: Reino Unido
- MS MR 1ª parte: América do Norte
- Foe 2ª parte: Reino Unido
- Foxes 2ª parte: Reino Unido
- Icona Pop 2ª parte: América do Norte

## Datas
| Data                   | Cidade                   | Estado         | Local                                           |
| ---------------------- | ------------------------ | -------------- | ----------------------------------------------- |
| Europa                 |                          |                |                                                 |
| 27 de maio de 2012     | Berlim                   | Alemanha       | Melt!Klub Weekender                             |
| 7 de junho de 2012     | Crans-près-Céligny       | Suíça          | Caribana Festival                               |
| 15 de junho de 2012    | Aarhus                   | Dinamarca      | Northside Festival                              |
| 16 de junho de 2012    | Hultsfred                | Suécia         | Hultsfred Festival                              |
| 18 de junho de 2012    | Norwich                  | Reino Unido    | The Waterfront                                  |
| 20 de junho de 2012    | Glasgow                  | Reino Unido    | O2 ABC Glasgow                                  |
| 21 de junho de 2012    | Edinburgo                | Reino Unido    | The Queen's Hall                                |
| 22 de junho de 2012    | Manchester               | Reino Unido    | Catedral de Manchester                          |
| 24 de junho de 2012    | Royal Leamington Spa     | Reino Unido    | The Assembly                                    |
| 25 de junho de 2012    | Londres                  | Reino Unido    | The Tabernacle                                  |
| 27 de junho de 2012    | Cardife                  | Reino Unido    | Coal Exchange                                   |
| 29 de junho de 2012    | Digbeth                  | Reino Unido    | Digbeth Institute                               |
| 30 de junho de 2012    | Sheffield                | Reino Unido    | The Leadmill                                    |
| América do Norte       |                          | Reino Unido    |                                                 |
| 10 de julho de 2012    | Los Angeles              | Estados Unidos | The Music Box                                   |
| 11 de julho de 2012    | San Francisco            | Estados Unidos | The Fillmore                                    |
| 13 de julho de 2012    | Portland                 | Estados Unidos | Aladdin Theater                                 |
| 14 de julho de 2012    | Seattle                  | Estados Unidos | Showbox at the Market                           |
| 15 de julho de 2012    | Vancouver                | Canáda         | Commodore Ballroom                              |
| 17 de julho de 2012    | Seattle                  | Estados Unidos | Showbox SoDo                                    |
| 18 de julho de 2012    | Denver                   | Estados Unidos | The Summit                                      |
| 21 de julho de 2012    | Chicago                  | Estados Unidos | Park West                                       |
| 14 de agosto de 2012   | Washington, D.C.         | Estados Unidos | 9:30 Club                                       |
| 16 de agosto de 2012   | Nova Iorque              | Estados Unidos | Webster Hall                                    |
| 17 de agosto de 2012   | Filadélfia               | Estados Unidos | The TLA                                         |
| 18 de agosto de 2012   | New York City            | Webster Hall   |                                                 |
| Europa                 |                          |                |                                                 |
| 30 de setembro de 2012 | Leeds                    | United Kingdom | Leeds Metropolitan University                   |
| 02 de outubro de 2012  | Dundee                   | United Kingdom | Fat Sam's Dundee                                |
| 04 de outubro de 2012  | Liverpool                | United Kingdom | Liverpool Academy                               |
| 05 de outubro de 2012  | Preston                  | United Kingdom | 53 Degrees Preston                              |
| 06 de outubro de 2012  | Manchester               | United Kingdom | Manchester Academy                              |
| 08 de outubro de 2012  | Leicester                | United Kingdom | O2 Academy Leicester                            |
| 09 de outubro de 2012  | Wolverhampton            | United Kingdom | Wulfrun Hall                                    |
| 11 de outubro de 2012  | London                   | United Kingdom | London Forum                                    |
| 13 de outubro de 2012  | Bristol                  | United Kingdom | O2 Academy Bristol                              |
| 14 de outubro de 2012  | Lincoln                  | United Kingdom | Engine Shed                                     |
| 15 de outubro de 2012  | Oxford                   | United Kingdom | O2 Academy Oxford                               |
| 20 de novembro de 2012 | Dublin                   | Ireland        | Olympia Theatre                                 |
| 22 de novembro de 2012 | Utrecht                  | Netherlands    | Tivoli (Utrecht)                                |
| 23 de novembro de 2012 | Hamburg                  | Germany        | Markthalle                                      |
| 24 de novembro de 2012 | Geneva                   | Switzerland    | Salle des Fêtes de Carouge                      |
| 26 de novembro de 2012 | Zurich                   | Switzerland    | X-Tra                                           |
| 27 de novembro de 2012 | Munich                   | Germany        | Muffathalle                                     |
| 28 de novembro de 2012 | Cologne                  | Germany        | Gloria                                          |
| 29 de novembro de 2012 | Berlin                   | Germany        | Astra                                           |
| América do Norte       |                          |                |                                                 |
| 03 de dezembro de 2012 | Toronto                  | Canadá         | Phoenix Concert Theatre                         |
| 04 de dezembro de 2012 | Philadelphia             | Estados Unidos | Union Transfer                                  |
| 06 de dezembro de 2012 | New York                 | Estados Unidos | Terminal 5 (venue)                              |
| 07 de dezembro de 2012 | Huntington, New York     | Estados Unidos | The Paramount                                   |
| 08 de dezembro de 2012 | Boston                   | Estados Unidos | House of Blues                                  |
| 09 de dezembro de 2012 | Baltimore                | Estados Unidos | Rams Head Live!                                 |
| 11 de dezembro de 2012 | Charlotte                | Estados Unidos | The Fillmore Charlotte                          |
| 12 de dezembro de 2012 | Atlanta                  | Estados Unidos | Center Stage Atlanta                            |
| 14 de dezembro de 2012 | Fort Lauderdale, Florida | Estados Unidos | Culture Room                                    |
| 17 de dezembro de 2012 | Houston                  | Estados Unidos | The Ballroom at Warehouse Live                  |
| 15 de dezembro de 2012 | Orlando                  | Estados Unidos | The Beacham                                     |
| 18 de dezembro de 2012 | Austin                   | Estados Unidos | Emo's                                           |
| 19 de dezembro de 2012 | Dallas                   | Estados Unidos | Granada Theater (Dallas)                        |
| 2 de maio 2013         | Seattle                  | Estados Unidos | Showbox SoDo                                    |
| 3 de maio 2013         | Vancouver                | Canadá         | Commodore Ballroom                              |
| 4 de maio 2013         | Portland                 | Estados Unidos | Wonder Ballroom                                 |
| 6 de maio 2013         | San Francisco            | Estados Unidos | Warfield                                        |
| 7 de maio 2013         | Santa Ana                | Estados Unidos | Observatory                                     |
| 9 de maio 2013         | Las Vegas                | Estados Unidos | Boulevard Pool at The Cosmopolitan of Las Vegas |
| 10 de maio 2013        | San Diego                | Estados Unidos | House of Blues                                  |
| 11 de maio 2013        | Los Angeles              | Estados Unidos | Shrine Auditorium                               |
| 13 de maio 2013        | Salt Lake City           | Estados Unidos | Club Sound                                      |
| 14 de maio 2013        | Denver                   | Estados Unidos | Gothic                                          |
| 16 de maio 2013        | Lawrence, Kansas         | Estados Unidos | Granada                                         |
| 17 de maio 2013        | St. Louis                | Estados Unidos | The Pageant                                     |
| 19 de maio 2013        | Minneapolis              | Estados Unidos | Skyway Theater                                  |
| 20 de maio 2013        | Chicago                  | Estados Unidos | Rivera Theater                                  |
| 22 de maio 2013        | Detroit                  | Estados Unidos | St. Andrews                                     |
| 23 de maio 2013        | Toronto                  | Canadá         | Echo Beach                                      |
| 24 de maio 2013        | Montreal                 | Canadá         | Metropolis                                      |
| 25 de maio 2013        | Boston                   | Estados Unidos | City Hall Plaza                                 |
| 28 de maio 2013        | Pittsburgh               | Estados Unidos | Stage AE                                        |
| 29 de maio 2013        | New York City            | Estados Unidos | Rumsey Playfield                                |

## Faturamento
| Local de apresentação | Cidade           | Ingressos Vendidos / Disponíveis | Bruto   |
| --------------------- | ---------------- | -------------------------------- | ------- |
| The Music Box         | Los Angeles      | 1,200 / 1,200 (100%)             | $27,000 |
| Park West             | Chicago          | 1,000 / 1,000 (100%)             | $22,000 |
| 9:30 Club             | Washington, D.C. | 1,200 / 1,200 (100%)             | $26,400 |